# サンノゼ・ディリドン駅
サンノゼ・ディリドン駅（San Jose Diridon station）は、アメリカ合衆国カリフォルニア州サンノゼ ケーヒル・ストリート65にある駅。全米各地を結ぶ旅客鉄道のアムトラックの列車と地域の通勤輸送を担うカルトレインとアルタモント通勤急行、地域の近郊輸送を担うサンタ・クララ・バレー交通局のライトレールが乗り入れている。

## 概要
アムトラック（コースト・スターライトとキャピトル・コリドーの2路線）の中長距離路線、カルトレイン、アルタモント通勤急行 (ACE)、および、VTAライトレールが乗り入れ、単式島式ホーム4面7線とVTAライトレールの相対式2面2線の、計9つのプラットホームを持つ。線路東側の単式1番ホーム側に駅舎があり、有人の券売所や売店などがある。
アムトラックの年間利用者は 215,158人(2015年)。カルトレインの週平均利用者は3,714人で、カルトレインの駅では4番目である。
BARTの当駅への延伸計画があり、実行されればベリエッサ側から地下で接続されることになる。また、カリフォルニア高速鉄道の構想もある。

## 利用可能な鉄道路線／列車
アムトラックのサンノゼ・ディリドン駅に発着する列車は下記の通り。
シアトルとロサンゼルス間の夜行長距離列車コースト・スターライト号…1日1往復停車
オーバーン／サクラメントとオークランド／サンノゼ間の昼行中距離列車キャピトル・コリドー号…1日7往復発着
カルトレインの発着路線は下記の通り。
サンフランシスコとギルロイ間を結ぶカルトレイン
アルタモント通勤急行の発着路線は下記の通り。
ストックトンとサンノゼ・ディリドン間を結ぶアルタモント通勤急行
サンタ・クララ・バレー交通局の発着路線は下記の通り。
ダウンタウン・マウンテン・ビューとウィンチェスター・トランジット・センター間を結ぶマウンテン・ビュー-ウィンチェスター線

## 隣の駅
アムトラック
■ コースト・スターライト
オークランド・ジャック・ロンドン・スクェア駅 (OKJ) - サンノゼ・ディリドン駅 (SJC) - サリナス駅 (SNS)
■ キャピトル・コリドー
サンタ・クララ駅 (SCC) - サンノゼ・ディリドン駅 (SJC)
 カルトレイン
□ 各駅停車
サンタ・クララ駅 - サンノゼ・ディリドン駅 - テーミエン駅
□ 各駅停車 (平日 1往復のみ)
カレッジ・パーク駅 - サンノゼ・ディリドン駅 - テーミエン駅
■ 停車駅限定
サンタ・クララ駅 - サンノゼ・ディリドン駅 - テーミエン駅
■ 停車駅限定
サニーベール駅 - サンノゼ・ディリドン駅 - テーミエン駅
■ ベビー・ブレット
ダウンタウン・マウンテン・ビュー駅 - サンノゼ・ディリドン駅
■ ベビー・ブレット (パターンB)
サニーベール駅 - サンノゼ・ディリドン駅 - テーミエン駅
■ アルタモント通勤急行
サンタ・クララ駅 - サンノゼ・ディリドン駅
サンタ・クララ・バレー交通局
■ マウンテン・ビュー-ウィンチェスター線
サン・フェルナンド駅 - サンノゼ・ディリドン駅 - レース駅

## バス
市内交通はサンタ・クララ・バレー交通局（Santa Clara Valley Transportation Authority）のバスが担っている 。
長距離バスはアムトラックの列車と連絡輸送を行うアムトラック・スルーウェイ・モーターコーチが担っている。

## ギャラリー

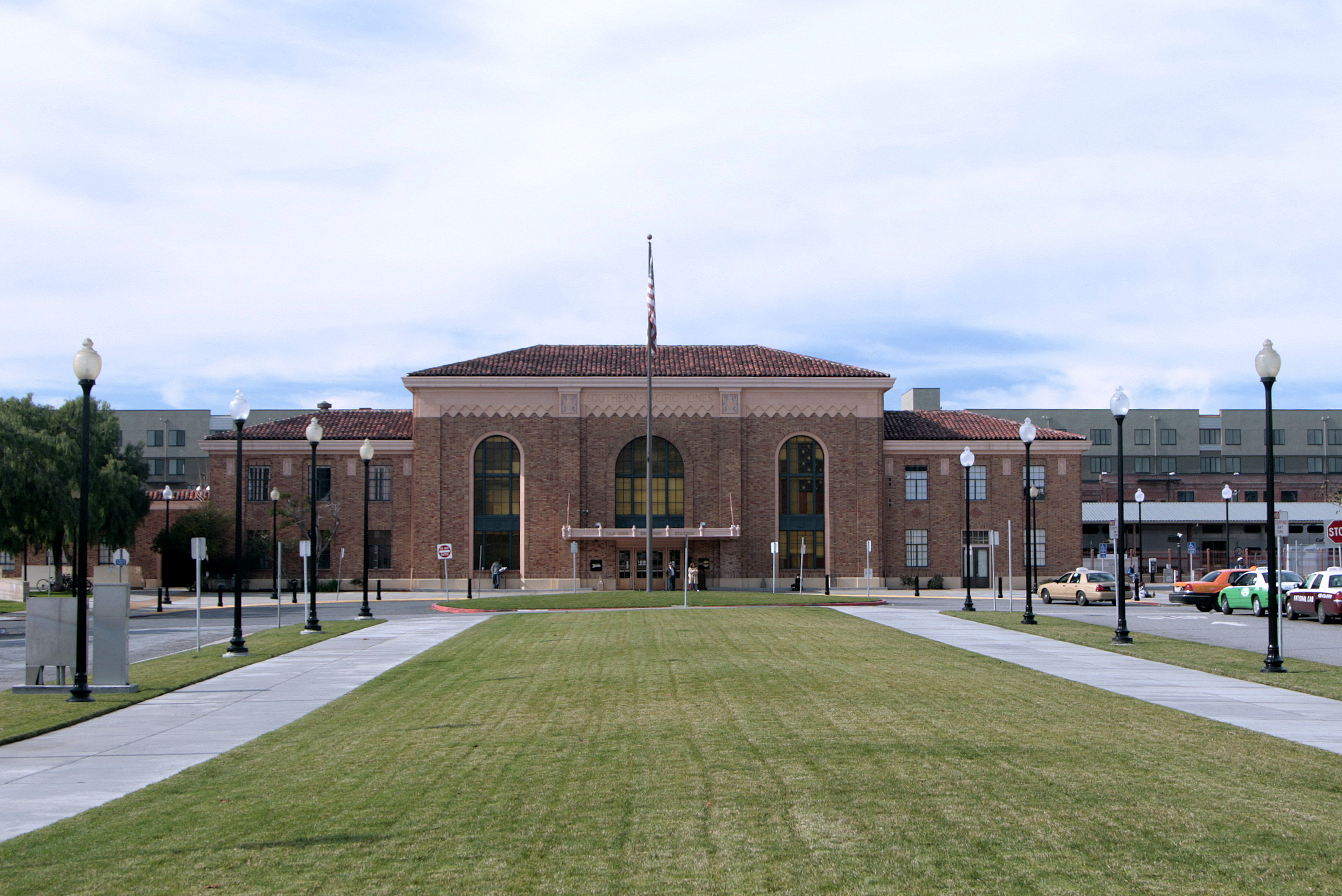
駅舎外観
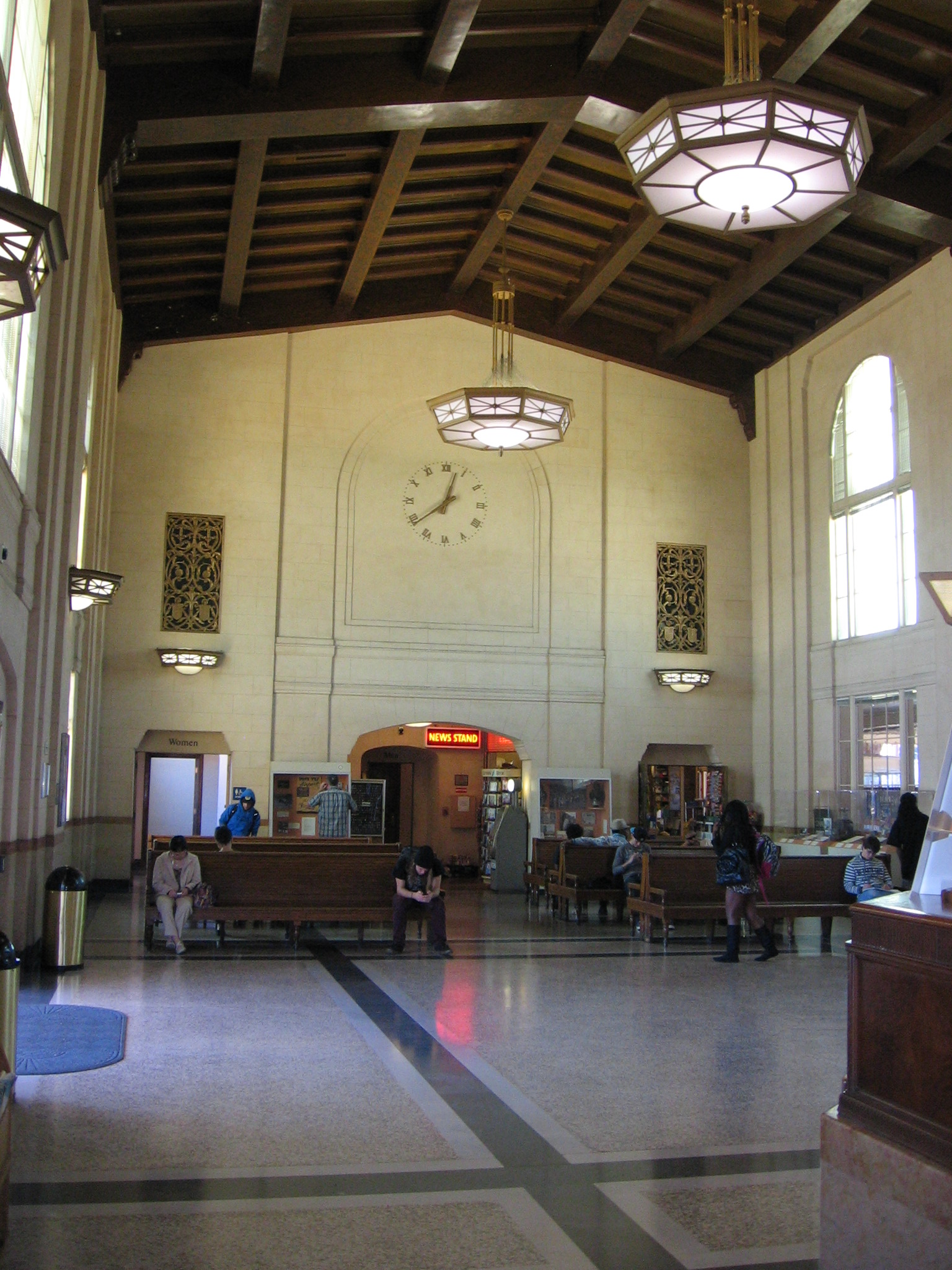
駅舎内部
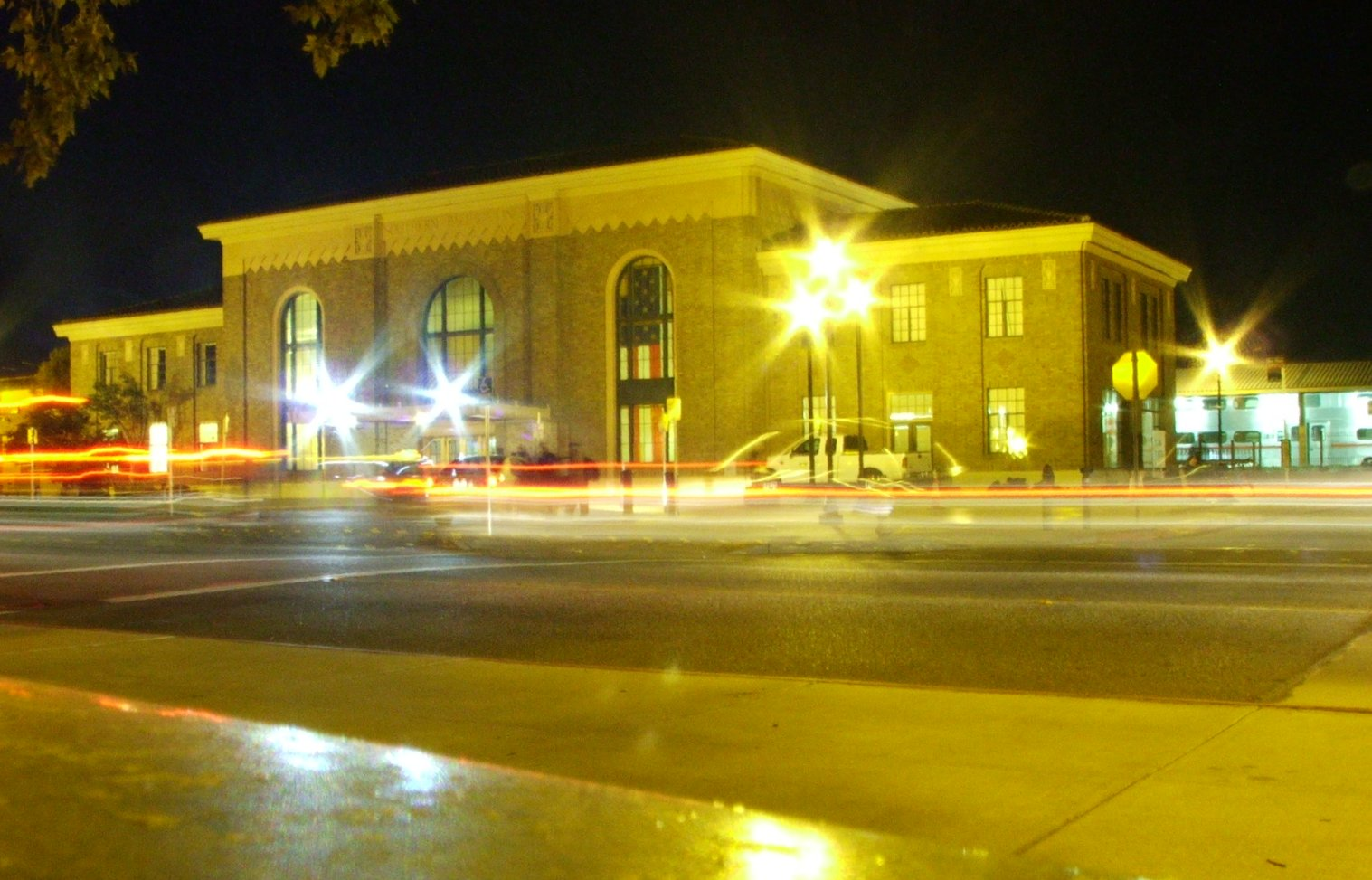
夜の駅舎
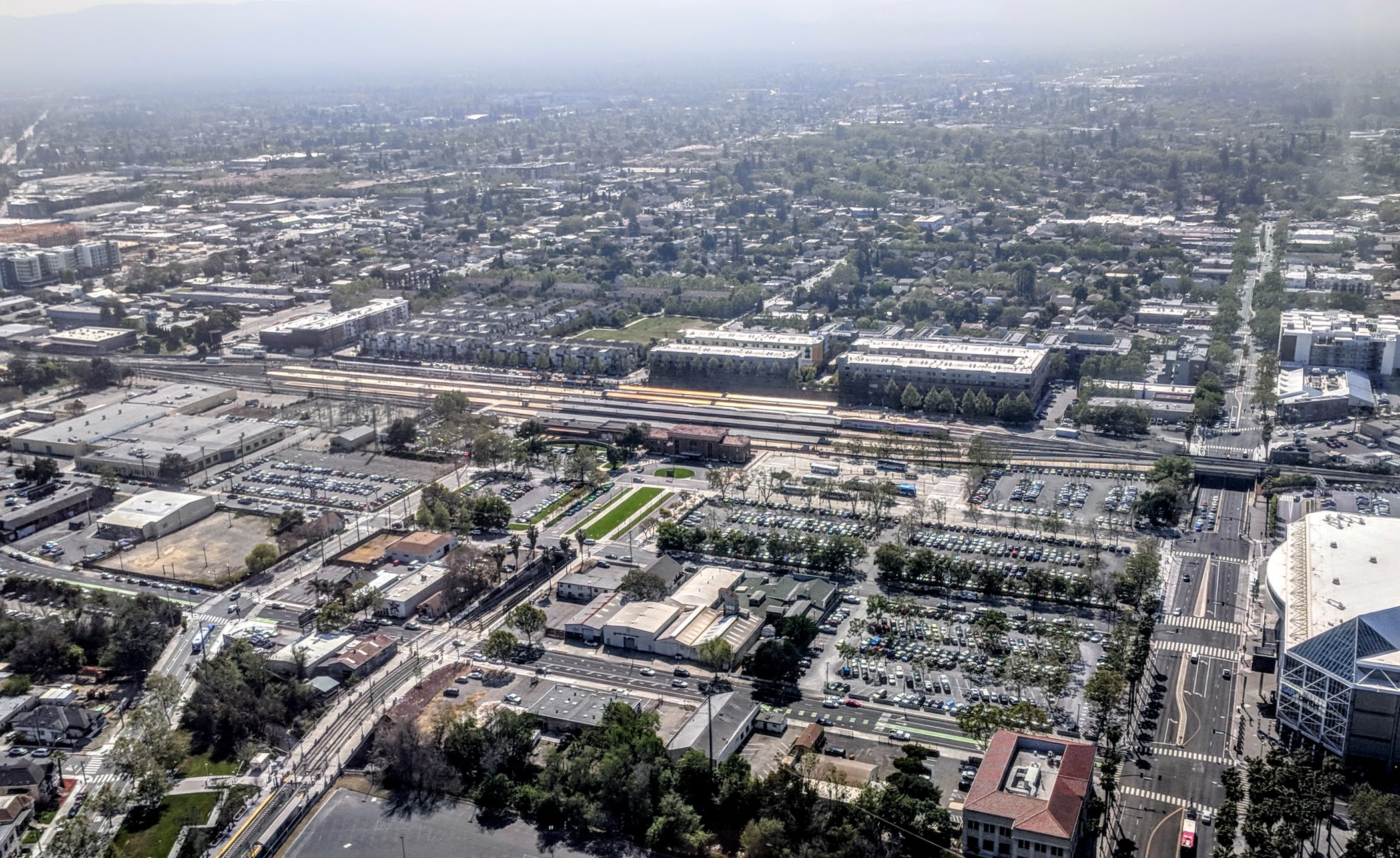
航空写真